# Colotois lugubrata
Colotois lugubrata är en fjärilsart som beskrevs av Rudolphi 1935. Colotois lugubrata ingår i släktet Colotois och familjen mätare. Inga underarter finns listade i Catalogue of Life.